# Cuddalore (distrikt)
Cuddalore är ett distrikt i Indien.   Det ligger i delstaten Tamil Nadu, i den södra delen av landet, 1 900 km söder om huvudstaden New Delhi. Antalet invånare är 2 605 914.
Följande samhällen finns i Cuddalore:
- Cuddalore
- Virudhachalam
- Vriddhāchalam
- Chidambaram
- Panruti
- Nellikkuppam
- Kurinjippādi
- Kattumannarkoil
- Bhuvanagiri
- Pennādam
- Srīmushnam
- Annāmalainagar
- Ālappākkam